# ساموئل در-یغیایان
ساموئل در-یغیایان (انگلیسی: Samuel Der-Yeghiayan؛ زادهٔ ۱۶ فوریهٔ ۱۹۵۲) یک قاضی فدرال ارمنی‌تبار اهل ایالات متحده آمریکا است. وی در سال ۲۰۰۳ توسط جرج دابلیو بوش به عنوان قاضی دادگاه ناحیه‌ای شمال ایلینوی برگزیده شده است.